# 皇冠城站
皇冠城站（Kronstad holdeplass）是卑爾根輕鐵1號線及2號線的車站。是兩線的其中一個轉車站。同時卑爾根輕鐵的第一代車廠（皇冠城車廠，現用作列車泊車場）亦設於本站附近。

## 車站構造
基於建成的時間不同，兩線有各自的月台。原則上兩線間不設互通，但由於各自皆有側軌通往舊車廠，列車可以沿旁邊的連絡線調度到另一條線行走。現時並沒有設任何班次貫通兩線。
至於行人，則可從1號線B月台兩側沿新修建的樓梯通往下方的2號線月台。

### 月台配置
1號線月台位於E39公路上的穀倉大道（Fjøsangerveien）上。
2號線月台及軌道乃由已棄用的原鐵道貨運支線改建而成，由於原來支線只為單軌，為改為雙線及興建月台，兩旁的斜坡均進行了修築工程。
| 月台 | 路線    | 目的地         |
| ---- | ------- | -------------- |
| A    | 1 1號線 | 卑爾根機場方向 |
| B    | 1 1號線 | 城市公園方向   |
| C    | 2 2號線 | 菲林斯谷方向   |
| D    | 2 2號線 | 碼頭街方向     |

## 相鄰車站
卑爾根輕鐵
-   1   1號線

丹麥廣場 - 皇冠城 - 白蘭恩球場
-   2   2號線

豪克蘭醫院 - 皇冠城 - 緬得米倫

## 外部連結
- 卑爾根輕鐵皇冠城站 （页面存档备份，存于）
- 卑爾根輕鐵皇冠城站電子時間表 （页面存档备份，存于）